# Piotr Brożyna
Piotr Brożyna (17 februari 1995) is een Pools wielrenner die anno 2024 rijdt voor Team Felt Felbermayr.

## Carrière
In 2014 werd Brożyna nationaal wegkampioen bij de beloften door in Sobótka met een voorsprong van 48 seconden op Wojciech Franczak en Tomasz Mickiewicz solo als eerste over de eindstreep te komen. Een seizoen later werd hij prof bij CCC Sprandi Polkowice. In zijn eerste seizoen als prof reed hij onder meer de Ronde van Noorwegen en de Ronde van Tsjechië, maar dichter dan een achtste plaats in de proloog van de Carpathian Couriers Race kwam hij niet bij een zege.
In zijn tweede seizoen bij de profs werd Brożyna derde op het nationale wegkampioenschap voor beloften, achter ploeggenoot Michał Paluta en Piotr Konwa. Ruim een maand later eindigde hij op plek 21 in de door Paul Voss gewonnen eerste editie van de Rad am Ring.
In juni 2017 won Brożyna het jongerenklassement van de Szlakiem Walk Majora Hubala, met een voorsprong van vijftig seconden op Tom Baylis. Een week later werd hij derde in het eindklassement van de Ronde van Slowakije, waarmee hij bovenaan het jongerenklassement eindigde. Later die maand werd hij nationaal kampioen tijdrijden voor beloften.

## Overwinningen
2014
 Pools kampioen op de weg, Beloften
2017
Jongerenklassement Szlakiem Walk Majora Hubala
Jongerenklassement Ronde van Slowakije
 Pools kampioen tijdrijden, Beloften
2020
Proloog Ronde van Małopolska
2024
2e etappe Ronde van Mauritius
Eindklassement Ronde van Mauritius

## Ploegen
- 2015 –  CCC Sprandi Polkowice
- 2016 –  CCC Sprandi Polkowice
- 2017 –  CCC Sprandi Polkowice
- 2018 –  CCC Sprandi Polkowice
- 2019 –  CCC Development Team
- 2020 –  Voster ATS Team
- 2021 –  HRE Mazowsze Serce Polski
- 2022 –  HRE Mazowsze Serce Polski
- 2023 –  Voster ATS Team
- 2024 –  Team Felt Felbermayr

Banaszek · Brożyna · Černý · Großschartner · Hirt · Honkisz · Kaczmarek · Kiendyś · Kurek · Latoń · Małecki · Marycz · Matysiak · Michajlov · Mrożek · Owsian · Paluta · de la Parte · Paterski · Pluciński · Ponzi · Rebellin · Samojlaw · Stępniak · Stosz · Szmyd · Taciak
Banaszek · Białobłocki · Brożyna · Großschartner · Hirt · Kaczmarek · Koch · Kurek · Małecki · Michajlov · Mrożek · Owsian · Paluta · Paterski · Pluciński · Ponzi · Samojlaw · Schlegel · Sisr · Stosz · Taciak · Tratnik
Antunes · Banaszek · Bernas · Brożyna · Cieślik · Franczak · Gradek · Koch · Kump · Kurek · Małecki · Owsian · Paluta · Pluciński · Sajnok · Schlegel · Sisr · Stosz · Taciak · Tratnik